# Tortula alpina
Tortula alpina là một loài Rêu trong họ Pottiaceae. Loài này được (Brid.) Arn. miêu tả khoa học đầu tiên năm 1827.